# Wood Buffalo
Wood Buffalo est une municipalité régionale du nord-est de l'Alberta au Canada. Au recensement de 2011, on y a dénombré une population de 65 565 habitants.
Avec 63 342,89 km2, Wood Buffalo est en superficie la plus grande des municipalités de l'Amérique du Nord.
Selon le recensement de Statistique Canada en 2016, Wood Buffalo est la municipalité avec le revenu moyen des ménages le plus élevé au Canada (208 372 $ en 2015).

## Communautés
- Anzac
- Conklin
- Drapper
- Fort Chipewyan
- Fort Fitzgerald
- Fort MacKay
- Fort McMurray
- Gregoire Lake Estates
- Janvier South
- Mariana Lakes
- Saprae Creek

|  |

## Démographie
| 2001   | 2006   | 2011   | 2016   |
| ------ | ------ | ------ | ------ |
| 41 445 | 51 496 | 65 565 | 71 589 |